# Выршило
Выршило (болг. Вършило) — село в Болгарии. Находится в Бургасской области, входит в общину Созопол. Население составляет 169 человек (2022).

## Политическая ситуация
Выршило подчиняется непосредственно общине и не имеет своего кмета.
Кмет (мэр) общины Созопол — Панайот Василев Рейзи (коалиция в составе 3 партий: Союз свободной демократии (ССД), Болгарский демократический союз «Радикалы», движение НАШИЯТ ГРАД) по результатам выборов 2007 года.